# Itatiba
Itatiba es un municipio del estado de São Paulo, en Brasil. Forma parte de la Región Metropolitana de Campinas. Se ubica al noroeste de la capital del estado, a unos ochenta kilómetros de la misma. Su población estimada por el IBGE en 2019 era de aproximadamente 120.858 habitantes y según el censo demográfico de 2010 la población era de 101 471 habitantes. La ciudad es conocida como la "Princesa del Cerro", debido a su accidentado terreno. También es famosa por sus industrias textil, metalúrgica, química y de tecnología de punta. Según la Federación de Industrias del Estado de Río de Janeiro, Itatiba es la tercera ciudad con mayor calidad de vida de Brasil, con un Índice de Desarrollo Municipal FIRJAN de 0,9276.